# 雑餉隈駅

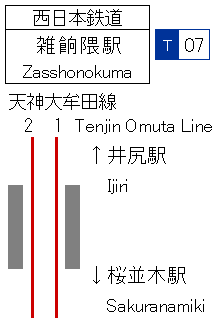
配線図

雑餉隈駅（ざっしょのくまえき）は、福岡県福岡市博多区麦野四丁目にある西日本鉄道（西鉄）天神大牟田線の駅である。駅番号はT07。駅名は周辺の旧地名の雑餉隈に由来し、隣の大野城市にはこの地名がある。

## 歴史
当駅は、1924年（大正13年）に九州鉄道が雑餉隈駅として開業したことに端を発するが、当駅の開業前から省線（国鉄）鹿児島本線にも雑餉隈駅（現：南福岡駅）が存在していた。両駅の間は800 mほど離れており、差別化を図るため、1939年（昭和14年）に当駅は九鉄雑餉隈駅に改称した。その後、1942年（昭和17年）に九州鉄道が九州電気軌道に吸収合併され、西日本鉄道と社名を変更した際に西鉄雑餉隈駅に改称した。そして、1966年（昭和41年）に国鉄鹿児島本線の雑餉隈駅が南福岡駅に改称したことを受け、1971年（昭和46年）に開業時の駅名である雑餉隈駅に改称した。結果として、当駅は現在の駅名に至るまで3度の駅名改称を実施することになった。
なお、当駅-下大利駅連続高架化事業を機に、駅前ロータリーなどの設備を新設できない事から現在の桜並木駅に当駅を移設する計画であったが、銀天町商店街組合の反対により、当駅と桜並木駅が併設となっている。

### 年表
- 1924年（大正13年）4月12日：雑餉隈駅として開業。
- 1939年（昭和14年）7月1日：九鉄雑餉隈駅に改称届出[3]。
- 1942年（昭和17年）9月22日：西鉄雑餉隈駅に改称。
- 1971年（昭和46年）3月1日：再び雑餉隈駅に改称。
- 2004年（平成16年）11月29日：バリアフリー化。
- 2008年（平成20年）5月18日：ICカードnimoca供用開始。
- 2017年（平成29年）2月1日：駅ナンバリングを導入[4]。
- 2018年（平成30年）1月27日：仮駅舎供用開始[5]。
- 2022年（令和4年）8月28日：高架化[6]、当初は2021年3月の予定だった[7][8]。
- 2023年（令和5年）度：新駅舎完成予定[8]。
- 2025年（令和7年）度：側道工事完了予定[8]。

## 駅構造
相対式ホーム2面2線を持つ高架駅。ホーム有効長は8両分ある。地上駅の頃の駅舎は、橋上式だった。高架化工事着工に伴い、2018年1月27日より上下線それぞれのホームの大牟田側に独立した仮駅舎で営業していたが、通路変更に伴い現在は上り線側は西口、下り線側は東口になっている。高架ホーム使用開始後も駅舎工事が進捗中であるが、仮駅舎は2024年3月23日(土)をもって使用が終了された。
ホームは緩やかにカーブしている。
| ホーム | 路線          | 方向 | 行先                               |
| ------ | ------------- | ---- | ---------------------------------- |
| 1      | ■天神大牟田線 | 下り | 二日市・太宰府・久留米・大牟田方面 |
| 2      | ■天神大牟田線 | 上り | 福岡（天神）方面                   |

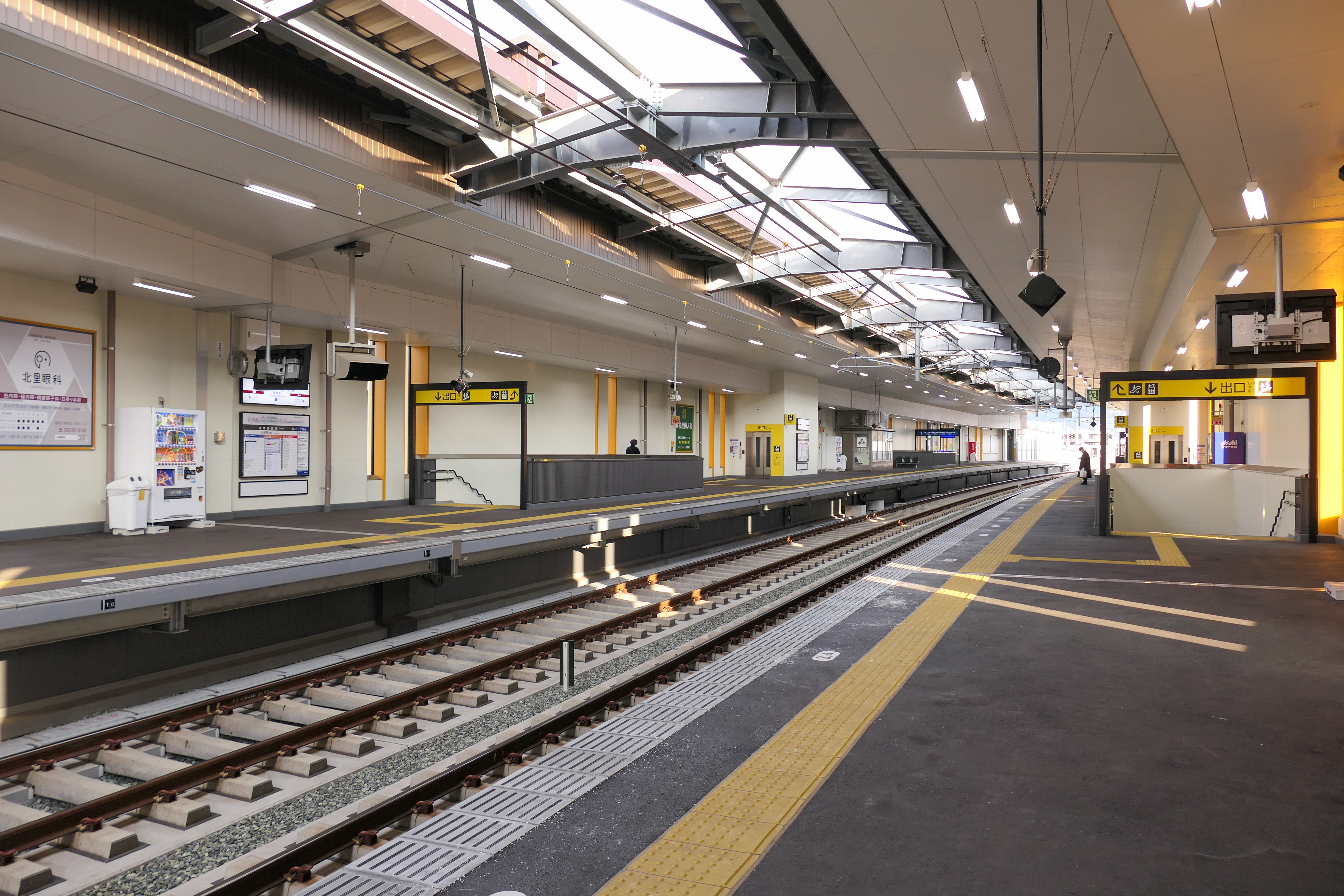
ホーム（2022年12月）
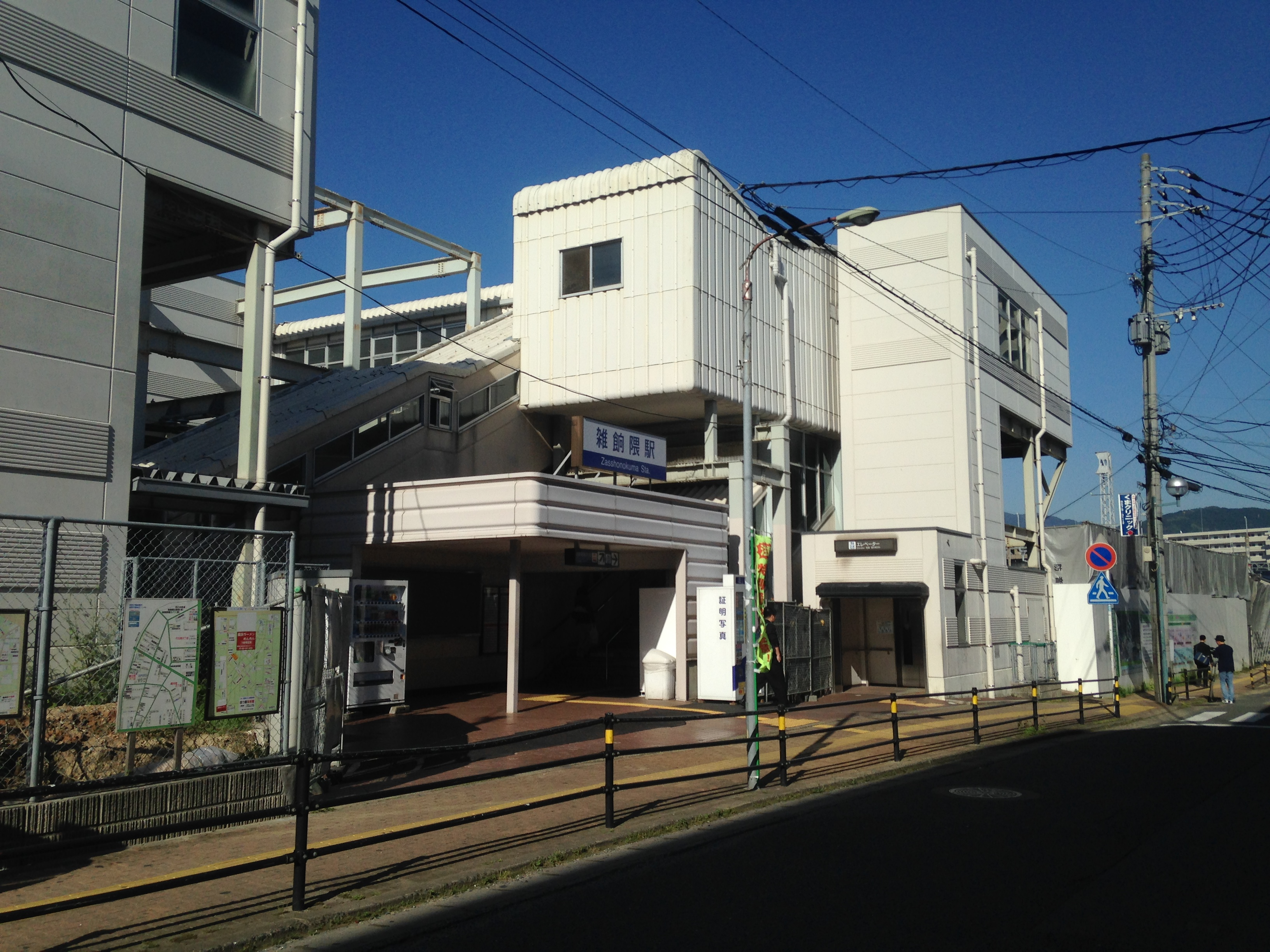
旧駅舎の南口（2016年5月）
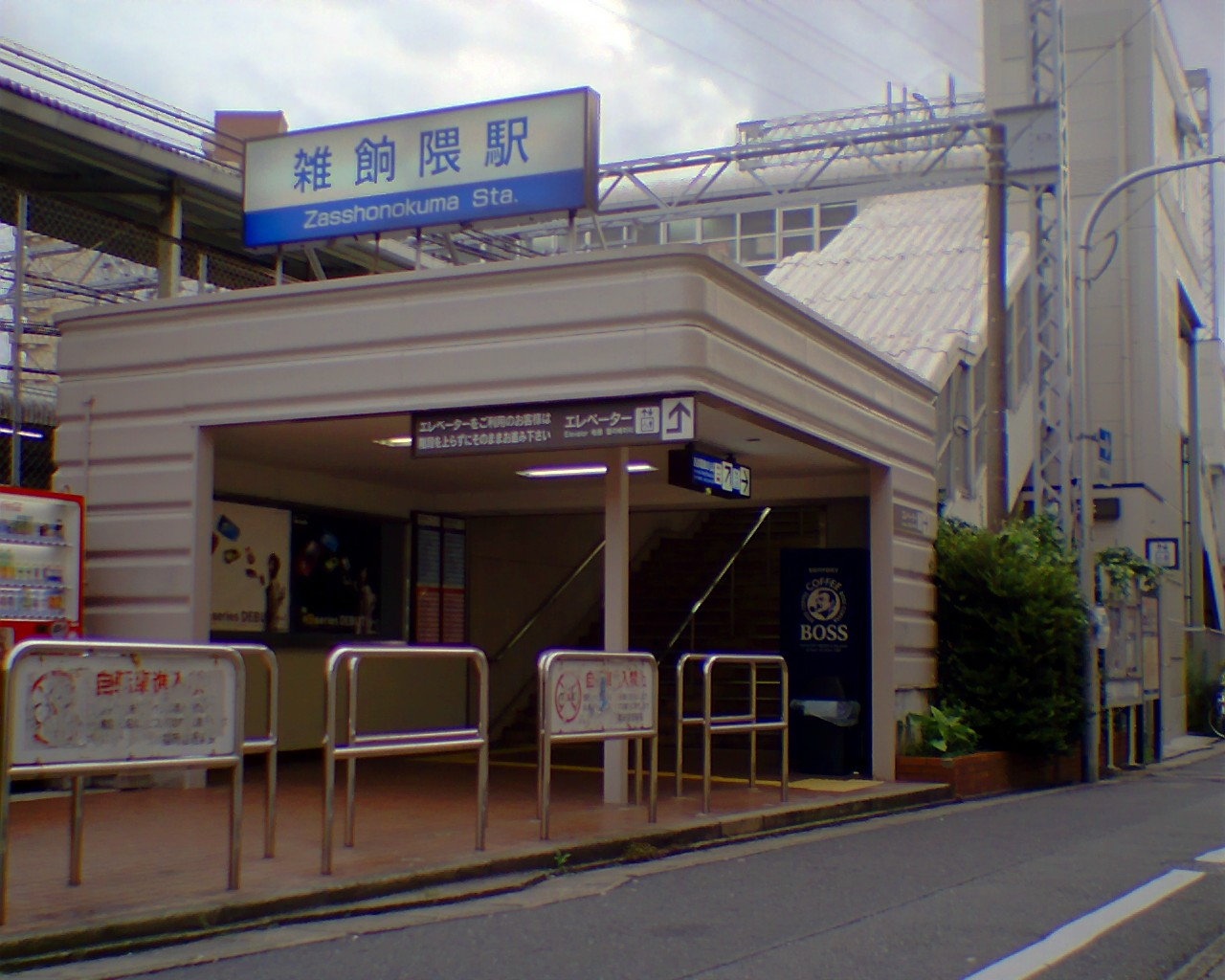
旧駅舎の北口（2016年5月）
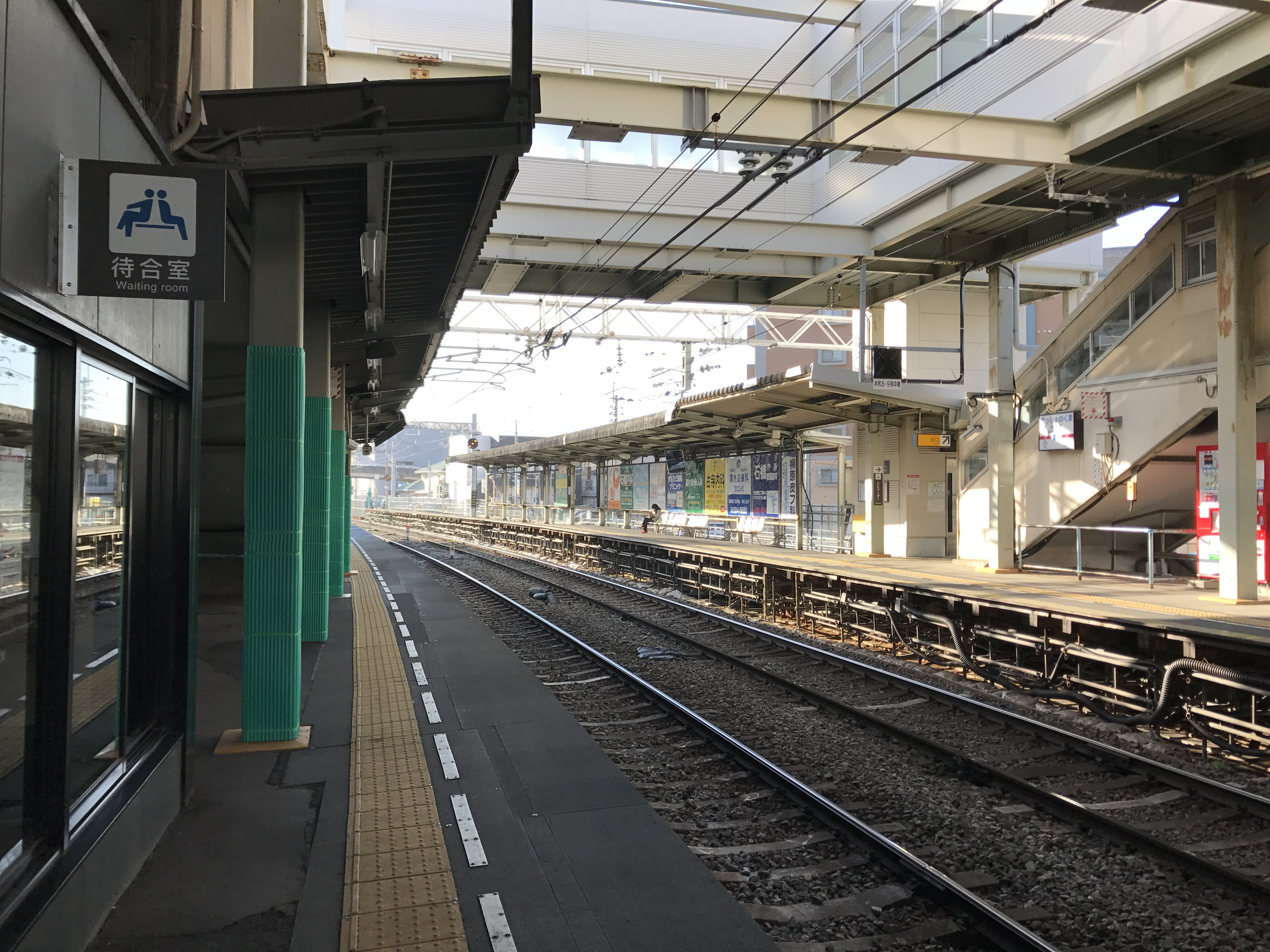
地上駅時代のホーム（2017年3月）
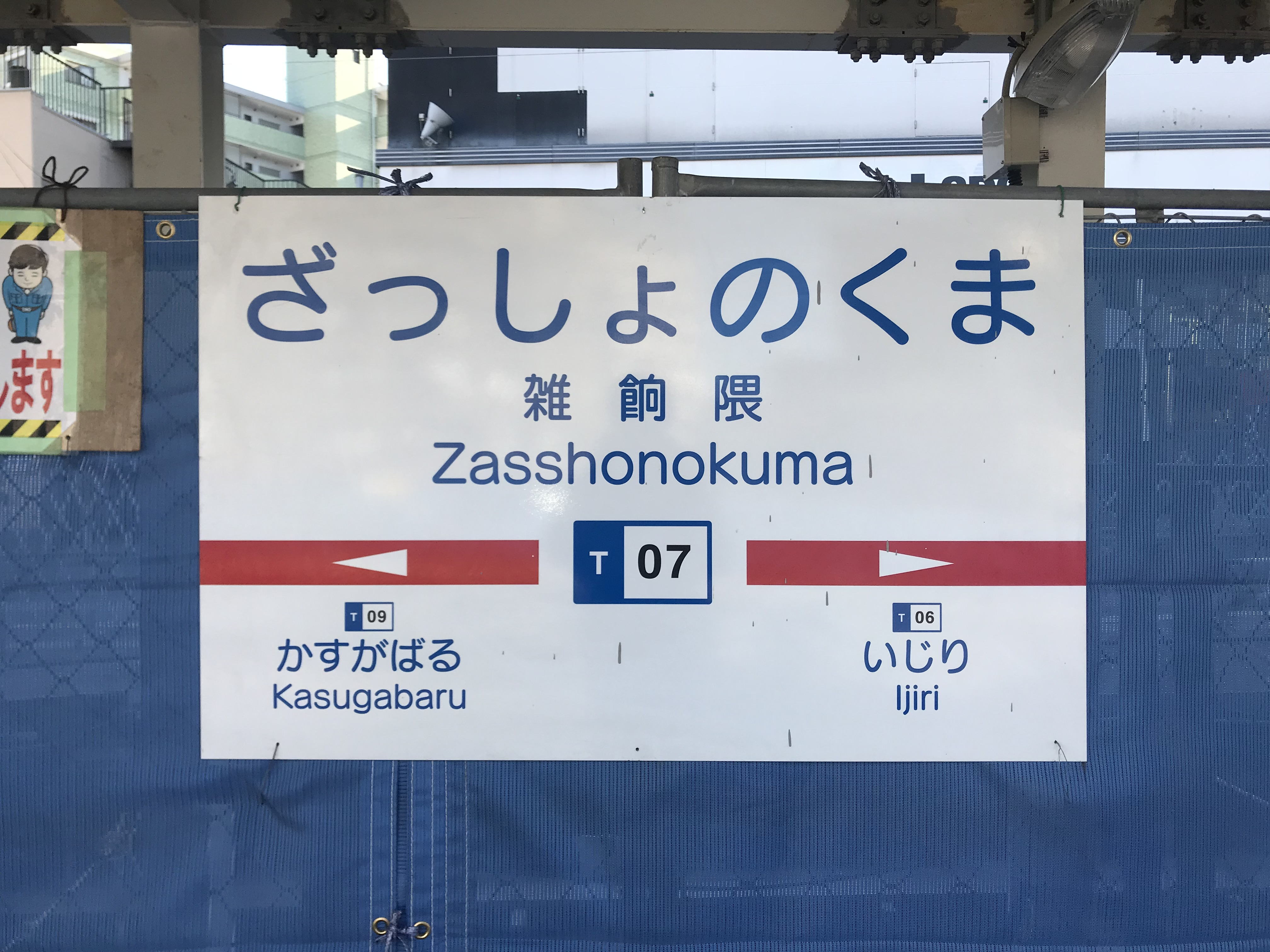
駅名標（2018年3月）（桜並木駅開業前）

## 利用状況
2024年度の1日平均乗降人員は12,375人であり、西鉄の駅としては第10位である。
各年度の1日平均乗車および乗降人員は下表のとおり。
| 年度               | 1日平均 乗車人員 | 1日平均 乗降人員 |
| ------------------ | ---------------- | ---------------- |
| 1996年（平成08年） | 9,674            | 19,521           |
| 1997年（平成09年） | 9,603            | 19,329           |
| 1998年（平成10年） | 9,184            | 18,463           |
| 1999年（平成11年） | 8,833            | 17,787           |
| 2000年（平成12年） | 8,608            | 17,308           |
| 2001年（平成13年） | 8,392            | 16,907           |
| 2002年（平成14年） | 8,148            | 16,452           |
| 2003年（平成15年） | 8,071            | 16,331           |
| 2004年（平成16年） | 7,811            | 15,625           |
| 2005年（平成17年） | 7,885            | 15,597           |
| 2006年（平成18年） | 7,849            | 15,674           |
| 2007年（平成19年） | 7,694            | 15,354           |
| 2008年（平成20年） | 7,712            | 15,488           |
| 2009年（平成21年） | 7,518            | 15,127           |
| 2010年（平成22年） | 7,449            | 14,986           |
| 2011年（平成23年） | 7,202            | 14,469           |
| 2012年（平成24年） | 7,107            | 14,260           |
| 2013年（平成25年） | 7,255            | 14,541           |
| 2014年（平成26年） | 7,247            | 14,467           |
| 2015年（平成27年） | 7,464            | 14,885           |
| 2016年（平成28年） | 7,403            | 14,730           |
| 2017年（平成29年） | 7,545            | 15,047           |
| 2018年（平成30年） | 7,849            | 15,644           |
| 2019年（令和元年） | 8,063            | 16,089           |
| 2020年（令和02年） |                  | 12,776           |
| 2021年（令和03年） |                  | 13,290           |
| 2022年（令和04年） |                  | 14,203           |
| 2023年（令和05年） |                  | 14,887           |
| 2024年（令和06年） |                  | 12,375           |

## 駅周辺
- 南福岡駅 - 九州旅客鉄道（JR九州）鹿児島本線
- 十日恵比須神社 - 南福岡駅前『元町商店街』の一角に鎮座（参照『元町十日恵比須神社』）。
- 武田たばこ店（武田鉄矢の実家）
- エルカーサ南福岡ホテル
- ウィークリーイン南福岡（ホテル・ウィークリーマンション）
- 博多警察署麦野警部交番
- 銀天町商店街

※銀天町商店街東側入り口横の脇道は多くの風俗店が立ち並ぶ地域であり、俗に「雑餉隈ヘルス街」と呼ばれている。
- NTT福岡南ビル
- さざんぴあ博多
- マルキョウ 雑餉隈店
- フラワーボウル（ボウリング）
- ナフコ
- 精華女子短期大学
- 福岡市埋蔵文化財センター

## バス路線
（路線は2025年3月15日現在）
- 南本町バス停 - 桜並木駅、諸岡、弓田、那珂、山王、博多駅、住吉、天神、福岡タワー方面

## その他
- 孫正義がソフトバンクグループの前身となるユニソン・ワールドを創業した際に入居したビルが駅付近に存在した。後にそのビルの1階部分はソフトバンクショップとなっていたが、老朽化のために解体され、現在は跡地にマンションが建てられている。
- ヨシムラの創業地であり、マルキョウの創業地でもある。
- かつて、博多駅への延伸を目指して当駅から西鉄雑餉隈線を分岐させる計画があった（未成線）。
- マッグガーデンの雑誌「月刊コミックブレイド」で連載していた小箱とたん原作の4コマ漫画「スケッチブック (漫画)」およびそのアニメ化作品「スケッチブック 〜full color's〜」において舞台の1つとして登場する（特にグルメシティ雑餉隈店（現:マックスバリュ雑餉隈店）周辺）。

## 隣の駅
西日本鉄道
■天神大牟田線
■特急・■急行
通過
■普通
井尻駅（T06） - 雑餉隈駅（T07） - 桜並木駅（T08）